# (784) Pickeringia
(784) Pickeringia – planetoida z pasa głównego asteroid okrążająca Słońce w ciągu 5 lat i 166 dni w średniej odległości 3,1 au. Została odkryta 20 marca 1914 roku w Winchester (Massachusetts) przez Joela Metcalfa. Nazwa pochodzi od braci Edwarda Pickeringa i Williama Pickeringa, amerykańskich astronomów. Przed nadaniem nazwy planetoida nosiła oznaczenie tymczasowe (784) 1914 UM.